# Pneumatolyse
Pneumatolyse (von griech. pneuma = Wind, Luft und lyein = lösen) ist eine Form der Gesteinsumwandlung. Sie ist vor allem für die Bildung von Erzlagerstätten von Bedeutung. 
Sie erfolgt im Zuge der Abkühlung und teilweisen Auskristallisation von Magma unter hohem Druck im Erdinneren. Dabei nimmt das Volumen des Magmas ab. Gleichzeitig reichern sich in ihm leichtflüchtige Substanzen wie Wasser, Kohlendioxid, Fluorwasserstoff, Chlorwasserstoff, Bor, Beryllium sowie Schwer- und Edelmetalle an und lassen den Gasdruck der Schmelze ansteigen. 
Überschreitet dieser den Umgebungsdruck, so dringen die aggressiven sauren, siliziumhaltigen Gase tief in das Umgebungsgestein ein. Aufgrund der hohen Temperaturen wird dieses teilweise wieder angeschmolzen. Druckänderungen führen zu komplexen Siede- und Destillationsprozessen der eindringenden Gase und diese zur Bildung neuer Minerale und Erze. 
Pneumatolytische Prozesse führen zur Entstehung von Greisen und charakteristischen magmatisch-hydrothermalen Lagerstätten von Zinn-, Wolfram-, Molybdän- und Kupfererzen. Typische Edelsteinbildungen sind Rubine, Saphire, Smaragde und Nephrite.